# Johann Friedrich Ritz

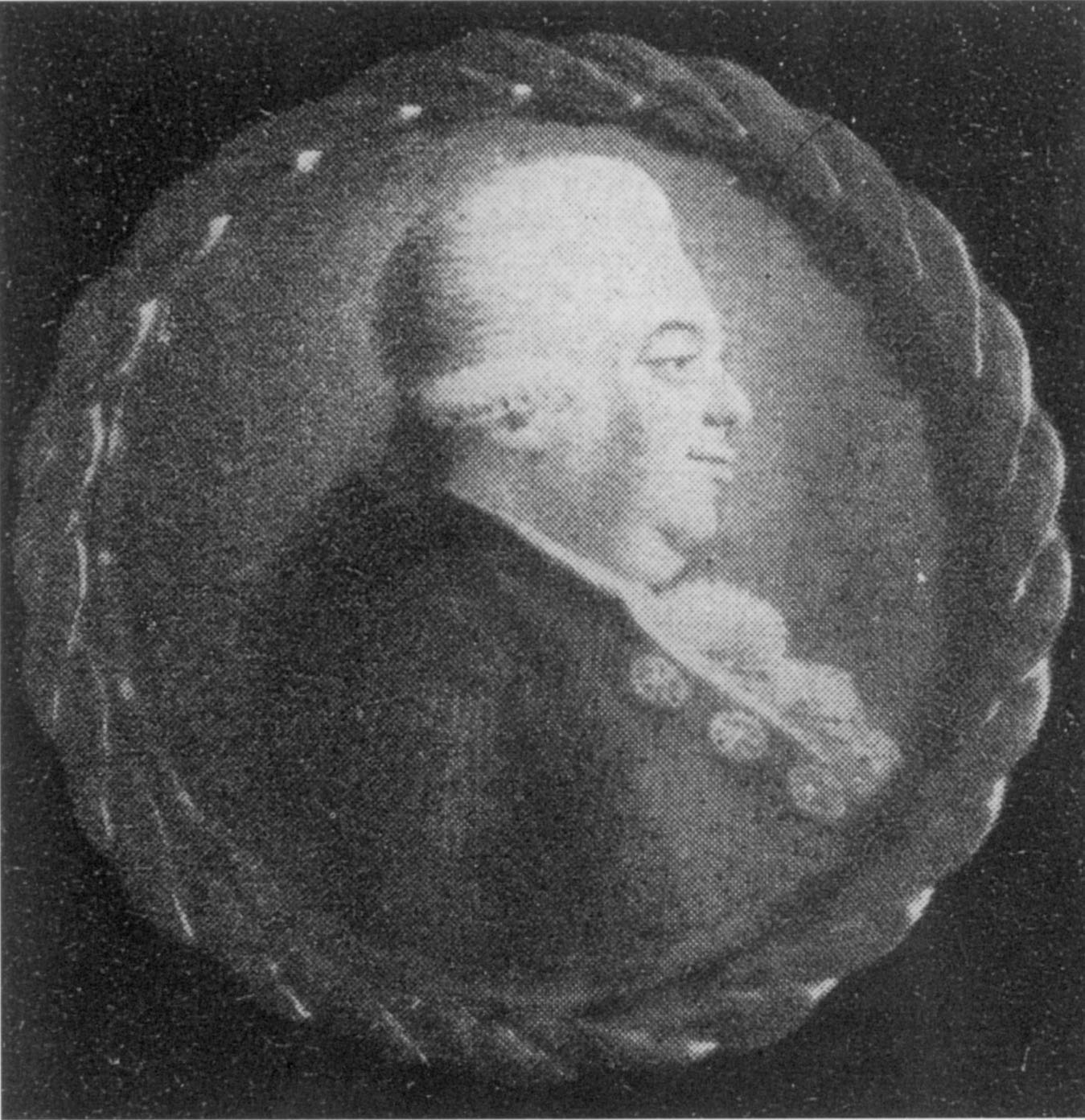
Porträt von Johann Friedrich Ritz (18. Jh.)

Johann Friedrich Ritz (* 2. Mai 1755 in Potsdam; † 19. September 1809 in Potsdam) war ein einflussreicher preußischer Hofbeamter.

## Leben
Die Eltern von Johann Friedrich Ritz waren Vertraute des preußischen Thronfolgers bei dessen anfänglichem Versteckspiel mit Wilhelmine Enke. Sie erreichten, dass ihr Sohn preußischer Kammerdiener wurde und schon bald das Vertrauen seines Herrn, des Kronprinzen und späteren (ab 1786) Königs Friedrich Wilhelm II. von Preußen, erlangte, dem er auch in diskreten Angelegenheiten zur Seite stand. Insbesondere kannte er dessen Mätresse Wilhelmine Enke von Kindesbeinen und nahm die Geliebte des Thronfolgers daher auf Wunsch des Letzterem de facto im Jahre 1782 zur Ehefrau.
Für seine Verdienste ließ ihn der spätere König zum Geheimen Kämmerer befördern. Als solcher war Ritz u. a. für finanzielle Ausgaben aus der Privatschatulle des Königs und für den Hofstaat, für Marstallangelegenheiten, für Ausgaben bei Reisen, Jagden und Feldzügen mit königlicher Beteiligung sowie für Kunsterwerb, Bau- und Gartensachen zuständig.

## Familie

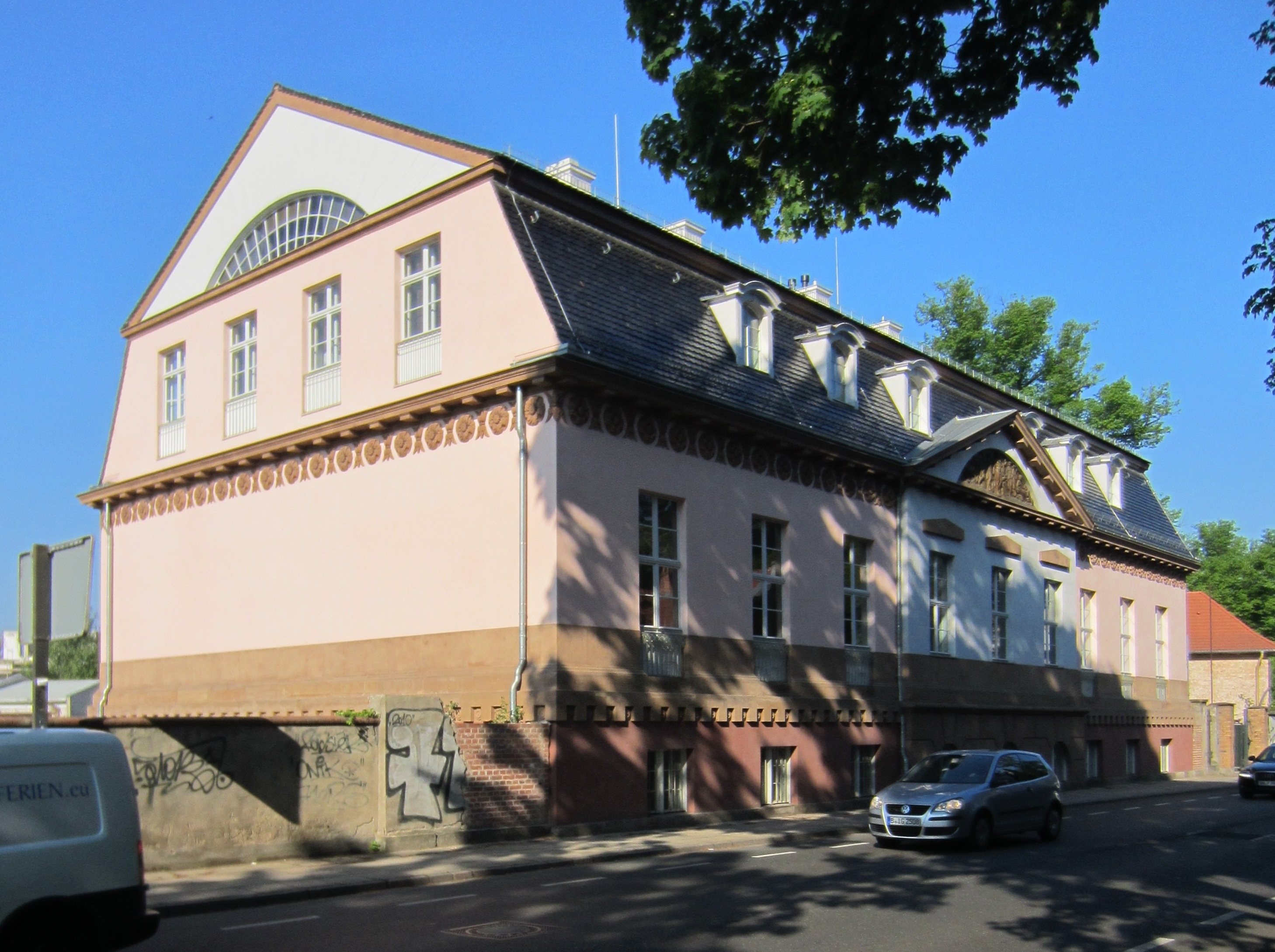
Palais Lichtenau

Er war in erster Ehe seit 1782 mit Wilhelmine Enke verheiratet. Für sie ließ er mit beträchtlicher Unterstützung des Königs das Palais Lichtenau in Potsdam (heute Behlertstraße 31) errichten. Friedrich Wilhelm II. ließ Wilhelmine Enke 1796 zur Gräfin Lichtenau erheben. Nach dem Tod von Friedrich Wilhelm II. veranlasste sein Nachfolger Friedrich Wilhelm III., die Inhaftierung der Gräfin. Die Ehe mit Johann Friedrich war bereits zuvor im April 1796 auf Wunsch des Königs geschieden worden, damit die Erhebung zur Gräfin Lichtenau erfolgen konnte.
Ritz heiratete im Jahre 1798 ein zweites Mal, diesmal die Schauspielerin Henriette Baranius. Für sie ließ er 1799 die Villa Ritz in der Berliner Vorstadt in Potsdam, heute Berliner Straße 136, nach den Plänen von Michael Philipp Daniel Boumann errichten.
Im Jahr 1842 adelte König Friedrich Wilhelm IV. Ritz’ Enkel aus der Ehe mit Wilhelmine Enke namens Jacob Wilhelm, der die bis heute bestehende Familie von Ritz-Lichtenow begründete.

## Nachlass
Der umfangreiche Nachlass von Johann Friedrich Ritz mit zahlreichen Korrespondenzen und Sachakten u. a. über Bau- und Gartenangelegenheiten in Berlin und Potsdam befindet sich heute im Umfang von sechs laufenden Metern im Geheimen Staatsarchiv Preußischer Kulturbesitz in Berlin-Dahlem.